# Fort Grandes Rocques
Fort Grandes Rocques, auch Grandes Rocques Battery, ist ein Küstenfort in der Nähe des Dorfes Castel an der Nordwestküste der Kanalinsel Guernsey.
Das Fort wurde um 1779 errichtet und war mit drei 24-Pfünder-Kanonen bewaffnet. Das zugehörige Pulvermagazin befand sich in einiger Entfernung von der Batterie.
Im Zweiten Weltkrieg, als die Deutschen die Kanalinseln besetzt und zu einem Teil ihres Atlantikwalls gemacht hatten, wurde auch Fort Grandes Rocques verändert. Heute ist es eine Touristenattraktion.